# Szarotka alpejska
Szarotka alpejska (Leontopodium nivale (Ten.) A.Huet ex Hand.-Mazz.) – gatunek roślin z rodziny astrowatych. Występuje w Europie w Alpach, Apeninach, Karpatach i w górach Półwyspu Bałkańskiego. Jedyne naturalne stanowiska w Polsce znajdują się w Tatrach.

## Morfologia

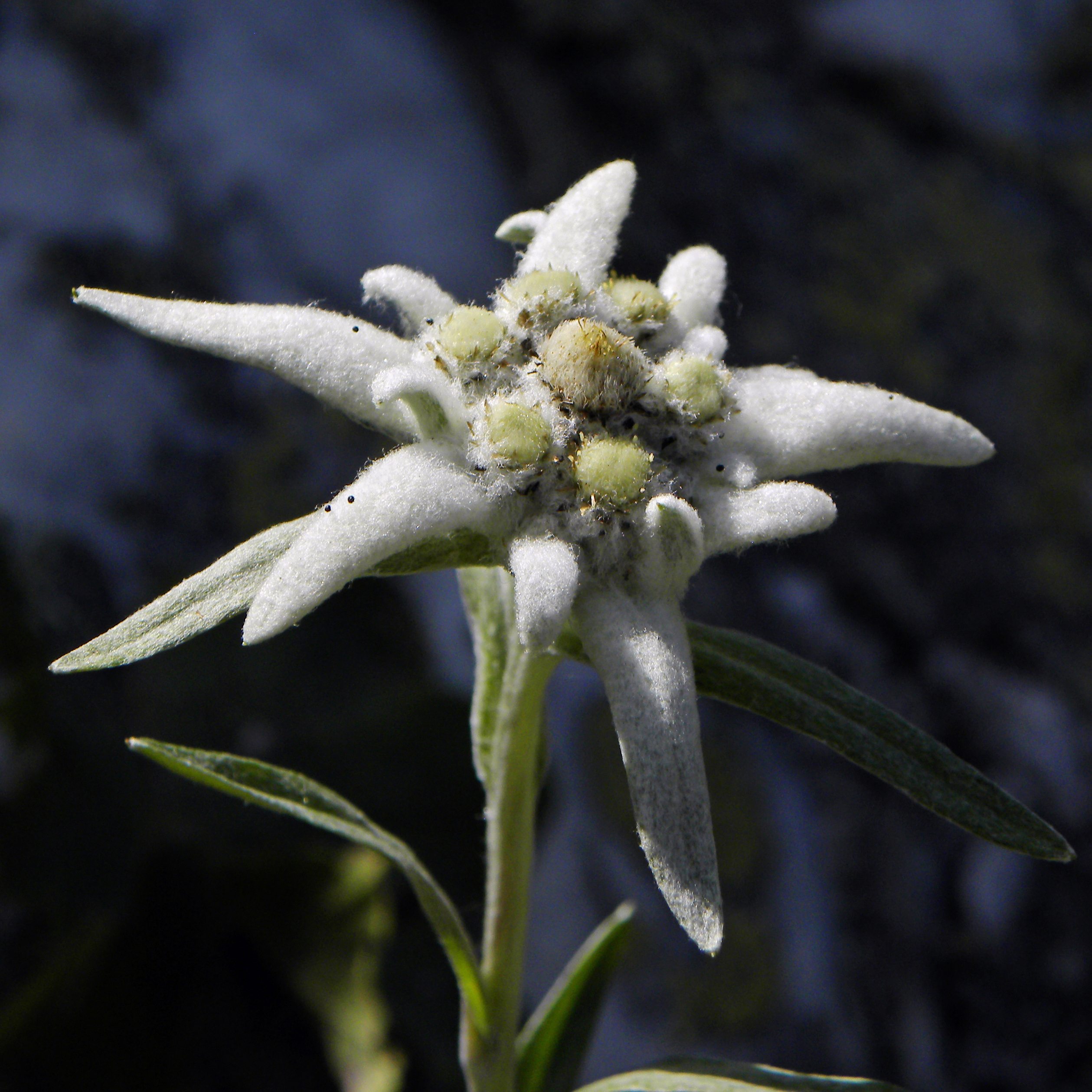
Kwiatostan

PokrójNiska roślina, cała pokryta gęstym, filcowatym kutnerem, który chroni ją przed zimnem, gorącem i nadmiernym parowaniem.
ŁodygaMa 5–20 cm wysokości i nie rozgałęzia się. Pęd słabo ulistniony, nie tworzy rozłogów.
LiścieWąskolancetowate, skrętoległe, zwężające się ku podstawie, szarawoniebieskie. Ich nasady zwężają się w niewyraźny ogonek liściowy. Przy ziemi występuje kępka liści różyczkowych szerszych nieco od liści łodygowych i mających dłuższe ogonki
KwiatyKwiatostan tworzą koszyczki zebrane w szczytowy baldaszkowy kwiatostan. Pod nimi występuje kilka liści tworzących okrywę podkwiatostanową (przez laików uważane są one za płatki korony). Są one dużo większe od liści łodygowych. Wewnątrz koszyczków kwiaty męskie, obrzeżone kwiatami żeńskimi. Pojedynczy kwiat żeński składa się z czteroząbkowej korony i słupka z długą szyjką i dwudzielnym znamieniem. Kwiat męski ma 5-ząbkową koronę i 5 pręcików o pylnikach zrośniętych w rurkę. Kielich przekształcony w puch kielichowy.
OwocNiewielkie jednonasienne niełupki (1 mm) z puchem kielichowym długości 3–4 mm.

## Biologia i ekologia

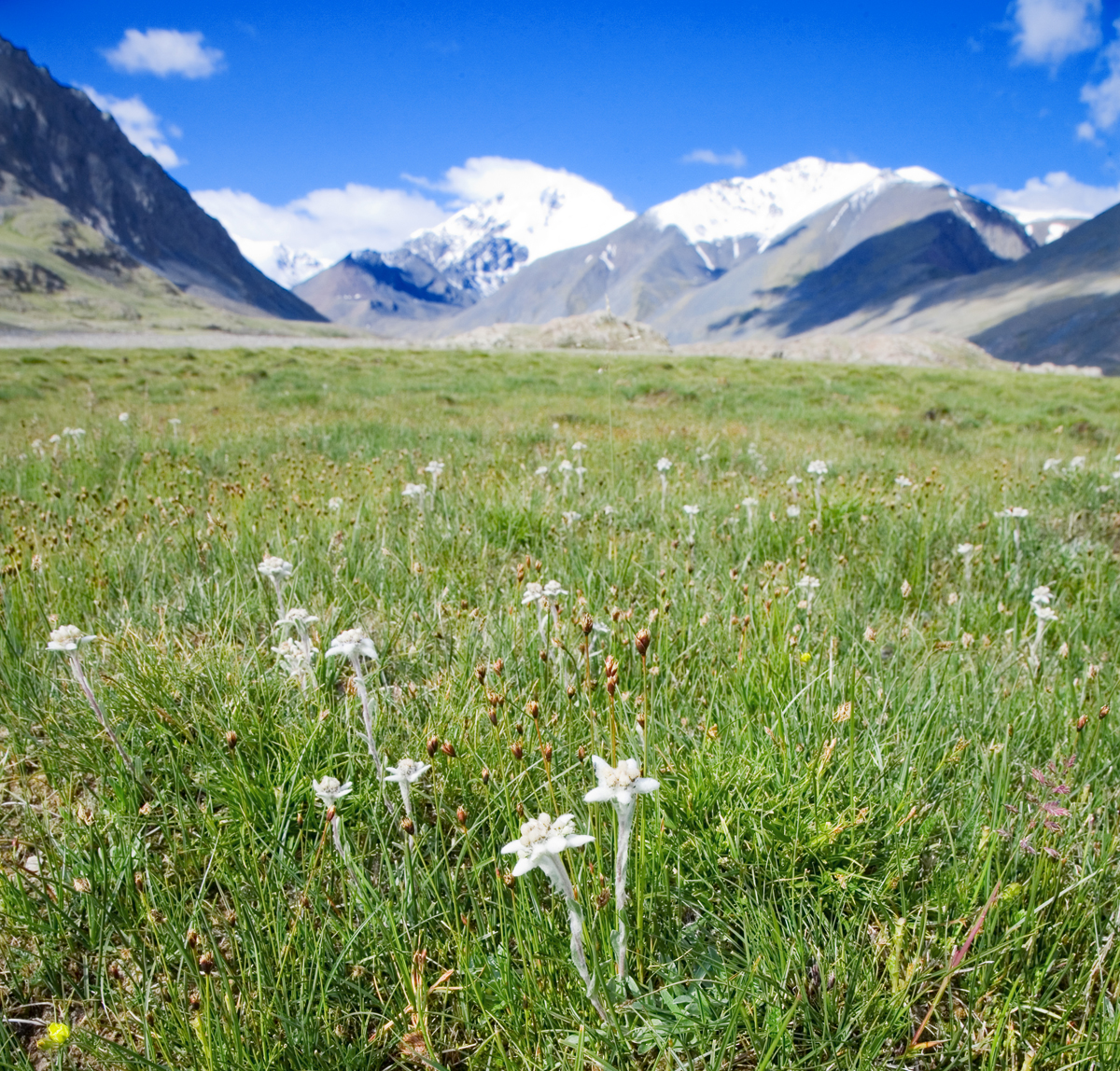
Szarotka alpejska w alpejskiej murawie

RozwójBylina. Okres kwitnienia: lipiec-sierpień. Najpierw zakwitają środkowe koszyczki w kwiatostanie. Roślina owadopylna i wiatrosiewna.
SiedliskoWystępuje najczęściej w piętrze alpejskim, rzadziej subalpejskim, na nasłonecznionych górskich murawach, półkach skalnych, często w miejscach trudno dostępnych. Roślina światłolubna i wapieniolubna, występująca wyłącznie na glebach zasadowych (wapień). W Tatrach najwyższe odnotowane jej stanowisko znaleziono na Wielkiej Turni (1840 m n.p.m.). Zdarza się spotkać ją jednak dużo niżej, np. na stromych ścianach Bramy Kraszewskiego w Dolinie Kościeliskiej i na Nosalu. Dość licznie występuje w Wąwozie Kraków. Szarotka alpejska jest reliktem epoki lodowcowej.

## Zmienność
Wyróżnia się dwa podgatunki:
- Leontopodium nivale subsp. nivale – podgatunek nominatywny, występuje w górach Półwyspu Bałkańskiego i we Włoszech
- Leontopodium nivale subsp. alpinum (Cass.) Greuter – rosnący w całym zasięgu gatunku

## Uprawa
Jest uprawiana jako roślina ozdobna w ogródkach skalnych. W uprawie na nizinach jest jednak dość kapryśna; czasami jest słabo wybarwiona i mało żywotna. Należy jej zapewnić stanowisko w najwyższym punkcie ogródka lub w szczelinach pionowych skał, źle bowiem znosi nadmiar wody w glebie. Rozmnaża się ją przez wysiew nasion na wiosnę, ewentualnie przez podział bardziej rozrośniętych kęp. Może rosnąć na jałowej glebie, ale musi być ona bogata w wapń. Na zimę wskazane jest przykrycie, może bowiem przemarznąć przy bezśnieżnej zimie (w swoim naturalnym środowisku zimuje pod grubą warstwą śniegu).

## Zagrożenia i ochrona
Na terenie Polski gatunek objęty jest ścisłą ochroną gatunkową. Szarotka alpejska chroniona jest w wielu innych krajach Europy, między innymi w Szwajcarii, Słowenii (od 1898), Rumunii (od 1933) i Słowacji. Dawniej była bardziej zagrożona wskutek zrywania.
Przed II wojną światową za zrywanie szarotki groziło w Polsce siedem dni aresztu.

## Obecność w kulturze i symbolice

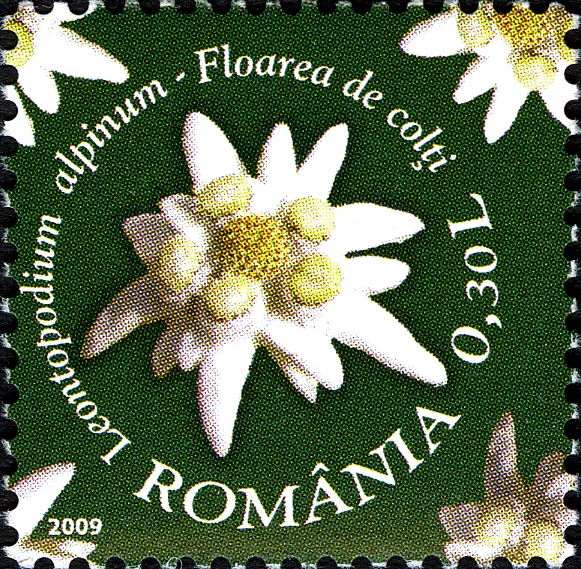
Znaczek rumuński z szarotką

- Szarotka znajduje się w logo Österreichischer Alpenverein, Deutscher Alpenverein oraz Österreichischer Bergrettungsdienst (austriacka górska służba ratunkowa).
- Od angielskiej nazwy szarotki alpine stars pochodzi nazwa włoskiej firmy produkującej ubiory ochronne dla sportów motocyklowych i wyścigów samochodowych Alpinestars[14].
- Na austriackich monetach euro o nominale 2 eurocenty znajduje się wizerunek szarotki alpejskiej[15].
- Ze względu na białe kwiaty szarotka uważana jest w Szwajcarii za symbol czystości, niewinności. Szarotka alpejska jest kwiatem narodowym Szwajcarii[potrzebny przypis].
- Szarotka w 1907 roku została ustanowiona przez cesarza Franciszka Józefa I odznaką austro-węgierskich wojsk alpejskich (strzelcy górscy). Tradycja ta była później kontynuowana przez kolejne tego typu formacje (np. niemieckie).
- Korpusówka w formie szarotki jest noszona na kołnierzach współczesnych mundurów jednostek podhalańskich Wojska Polskiego.
- Szarotka znajduje się w herbie Podhala Nowy Targ.
- Szarotka była symbolem używanym przez niemieckie jednostki górskie Wehrmachtu, a obecnie Bundeswehry, zwane Gebirgsjäger. Szarotek używano w formie naszywki na rękaw kurtki mundurowej oraz metalowego emblematu na czapkę (Gebirgsjägermütze), która w niezmienionej formie stosowana jest do dziś przez niemieckie jednostki górskie. W czasie II wojny światowej, skomponowano piosenkę "Es war ein Edelweiss" ("Była sobie szarotka"), która z uwagi na swoją charakterystyczną marszową melodię szybko stała się najpopularniejszą piosenką niemieckich jednostek górskich, jak i jedną z najbardziej znanych wojskowych niemieckich piosenek II wojny światowej[potrzebny przypis].
- Była kiedyś nazywana na Podhalu kocią łapką[7][13].